# إيفرت سكوت
إيفرت سكوت (بالإنجليزية: Everett Scott) هو لاعب كرة قاعدة أمريكي، ولد في 19 نوفمبر 1892 في بوفالو في الولايات المتحدة، وتوفي في 2 نوفمبر 1960 في فورت واين في الولايات المتحدة.

## وصلات خارجية
- إيفرت سكوت على موقعبيزبول رفرنس.كوم (الدوري الرئيسي) (الإنجليزية)
- إيفرت سكوت على موقعبيزبول رفرنس.كوم (الدوري الثانوي) (الإنجليزية)
- إيفرت سكوت على موقع جمعية أبحاث البيسبول الأمريكية (الإنجليزية)